# Barbosella cogniauxiana
Barbosella cogniauxiana là một loài lan.

## Hình ảnh

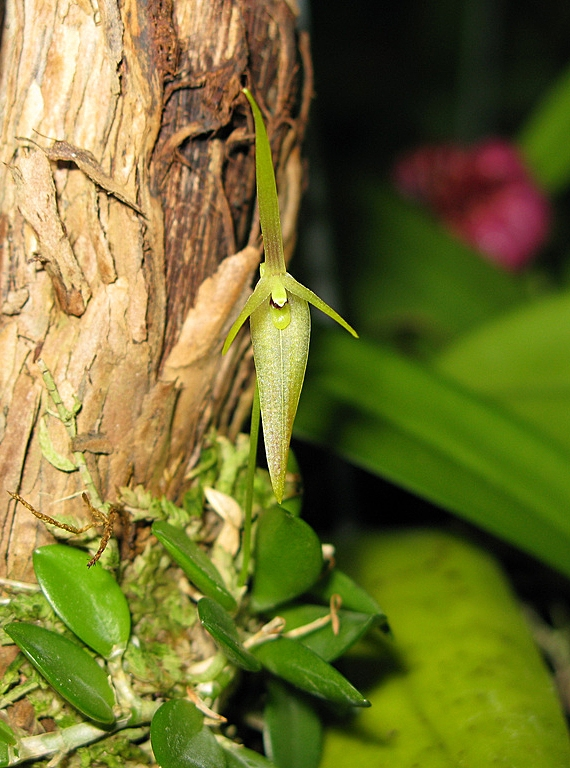
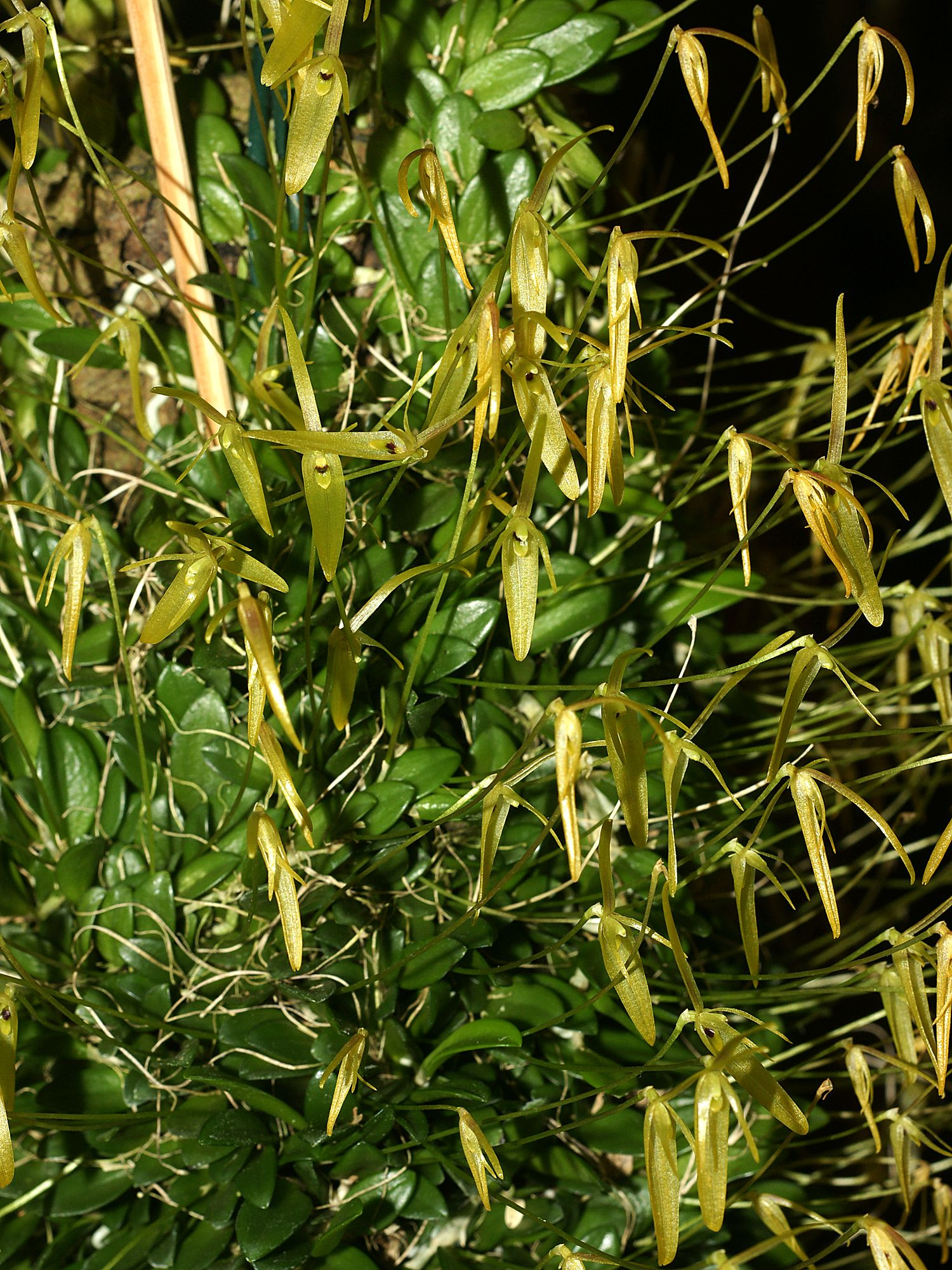